# Албаре Стационе (Верона)
Албаре Стационе (итал. Albarè Stazione) је насеље у Италији у округу Верона, региону Венето.
Према процени из 2011. у насељу је живело 832 становника. Насеље се налази на надморској висини од 211 м.